# Erledigung einer Sache
Erledigung einer Sache (engl. Titel The Last Will) ist ein deutscher Kurzfilm und Abschlussfilm des Regisseurs Dustin Loose an der Filmakademie Baden-Württemberg aus dem Jahr 2014. Er basiert auf der gleichnamigen Kurzgeschichte des schwedischen Bestsellerautors Håkan Nesser. Der Film wurde 2015 mit dem Studenten-Oscar in der Kategorie Foreign der Academy of Motion Picture Arts and Sciences ausgezeichnet.

## Handlung
Um dem letzten Willen seiner Mutter nachzukommen, muss Jakob Adler seinen leiblichen Vater aufsuchen, dem er noch nie zuvor begegnet ist, denn dieser sitzt seit mehr als fünfundzwanzig Jahren in der geschlossenen Psychiatrie, weil er seinen Bruder umgebracht hat. Doch bevor es zu der schicksalhaften Begegnung kommt, möchte Jakob den behandelnden Arzt Dr. Weiss konsultieren, um ihm das wahre Ausmaß der Familientragödie zu offenbaren.

## Auszeichnungen & Nominierungen
- 2014: Nominierung für den First Steps Award in der Kategorie Kurzfilm
- 2014: Nominierung für den Studio Hamburg Nachwuchspreis als Bester Kurzfilm
- 2015: Gewinn des Student Academy Award Silver Medal
- 2015: Gewinner des Jurypreises beim Eat My Shorts – Hagener Kurzfilmfestival